# Rik Grashoff
Hendrik Johannes (Rik) Grashoff (Krimpen aan den IJssel, 5 april 1961) is een Nederlands bestuurder en politicus namens GroenLinks. Sinds 23 april 2021 is hij wethouder van Tilburg. Daarvoor was hij gedeputeerde van Noord-Brabant (2019–2020), Tweede Kamerlid (2010–2012, 2015–2018), partijvoorzitter van GroenLinks (2013–2015) en wethouder van Rotterdam (2008–2010) en Delft (1998–2006).

## Levensloop voor de politiek
Grashoff studeerde in 1988 als civiel ingenieur af in bouwfysica en gebouwen aan de faculteit civiele techniek van de Technische Universiteit Delft. Tijdens zijn studie was hij voorzitter van de Vereniging voor Studie- en Studentenbelangen te Delft, zat hij in de faculteitsraden van de faculteit Civiele Techniek en de faculteit wijsbegeerte en maatschappijwetenschappen, en was hij lid van het bestuur van de Landelijke Studentenvakbond.
Van 1988 tot 1995 werkte hij opeenvolgend als constructief ontwerper bij Octatube Spacestructures, als adviseur bouwtechniek bij Adviesbureau de Straat en als projectleider bij Budget Bouwmanagement en Projectbegeleiding. Van 1993 tot 1994 was hij lid van het landelijk partijbestuur van GroenLinks. In 1994 werd hij in de gemeenteraad van Delft gekozen. Van 1996 tot 1998 was hij in dienst van de gemeente Haarlemmermeer, als rayonmanager bij de dienst openbare werken.

## Wethouder Delft en Rotterdam
Maart 1998 werd Grashoff wethouder van Delft, met in zijn portefeuille ruimtelijke ordening, verkeer, vervoer, milieu, vastgoed, binnenstadsbeleid, bouwtoezicht, monumenten en stadsbeheer. In 2002 werd hij opnieuw wethouder, ditmaal zonder de drie laatstgenoemde onderdelen. Grashoff bleef die functie behouden tot april 2006. Hij was in Delft verantwoordelijk voor het autoluw maken van de binnenstad en voor de bouw van de Willem van Oranjetunnel, een 4-spoors spoortunnel ter vervanging van een 2-spoors spoorviaduct.
Na zijn Delftse wethouderschap werkte hij als zelfstandig adviseur, alsook milieu-ambassadeur, bij de woningcorporatie Woonbron in Rotterdam. Nadat de Rotterdamse wethouder en partijgenoot Orhan Kaya in juli 2008 zijn wethouderschap had neergelegd, werd Grashoff op 4 september van dat jaar door de gemeenteraad tot wethouder participatie, cultuur en jongerenhoofdstad benoemd.

## Tweede Kamerlid
In 2006 stond Grashoff op plaats 14 van de kandidatenlijst van GroenLinks voor de Tweede Kamerverkiezingen. In 2010 stond hij 11 op de kandidatenlijst. Omdat GroenLinks uiteindelijk 10 zetels haalde, viel hij net buiten de fractie. Als eerste opvolger was hij vanaf 23 november tijdelijk lid van de Tweede Kamer omdat Mariko Peters met zwangerschapsverlof ging. Met ingang van januari 2011 werd zijn Kamerlidmaatschap definitief vanwege het opstappen van fractievoorzitter Femke Halsema. Grashoff was lid van de enquêtecommissie Parlementaire enquête naar het Financieel Stelsel.
Op de kandidatenlijst voor de Tweede Kamerverkiezingen 2012 stond Grashoff op plaats 6, te laag om direct herkozen te worden. Op 3 maart 2013 werd hij op een partijcongres met 60,5 procent van de stemmen verkozen tot partijvoorzitter van GroenLinks. Hij won van Lot van Hooijdonk en Pieter Kos. Op 12 mei 2015 werd bekendgemaakt dat hij Bram van Ojik ging vervangen als Tweede Kamerlid. Die dag trad hij af als partijvoorzitter. Marjolein Meijer werd als waarnemend voorzitter zijn opvolgster. Op 20 mei 2015 werd Grashoff wederom geïnstalleerd als lid van de Tweede Kamer. Hij was er namens zijn partij woordvoerder financiën, onderwijs, cultuur en wetenschap, natuur en landbouw, buitenlandse zaken en defensie.
In de Tweede Kamer was hij voorzitter van de tijdelijke commissie breed welvaartsbegrip die zich richtte op het ontwikkelen van indicatoren van welvaart anders dan economische groei. Ook was hij lid van de enquêtecommissie De Wit, die onderzoek deed naar het financiële stelsel. Hij bracht samen met Henk van Gerven (SP) en Fatma Koşer Kaya (D66) een initiatiefnota over wei voor de koe uit. Ook bracht hij in 2016 zelf een initiatiefnota uit over weidevogels ('Vogels de Weide Wereld in'). De Tweede Kamer besloot in oktober 2016 op voorstel van hem en Ed Groot (PvdA) tot het houden van een parlementaire ondervraging over fiscale constructies. In 2012 en 2016 werd Grashoff door Natuurmonumenten uitgeroepen tot Groenste Politicus van het jaar.
Grashoff werd opnieuw Tweede Kamerlid bij de Tweede Kamerverkiezingen 2017 en hield zich sindsdien bezig met de onderwerpen pensioenen, landbouw, natuur en visserij.
Eind mei 2018 werd Grashoff door GroenLinks op de vingers getikt vanwege het verzwijgen van een amoureuze relatie met partijgenoot en voorzitter Marjolein Meijer. De twee waren bij een innige omhelzing betrapt door een redacteur van het televisie-actualiteitenprogramma EenVandaag, die daarop aan GroenLinks had gevraagd of de affaire binnen de partij bekend was. Dat bleek niet het geval te zijn. Grashoff en Meijer gaven vervolgens aan sinds begin april 2017 een affaire met elkaar te hebben. Meijer was degene die functioneringsgesprekken moest voeren met Grashoff over zijn functioneren als Tweede Kamerlid. Die hadden sinds de laatste Tweede Kamerverkiezingen overigens nog niet plaatsgevonden. Na het bekend worden van de relatie trad Meijer per direct terug uit de commissie die voor deze gesprekken verantwoordelijk was. De partijtop van GroenLinks gaf vervolgens aan geen bewijs te hebben gevonden van conflicterende belangen. Begin juni 2018 werd echter duidelijk dat de liefdesrelatie al was begonnen vóór de Tweede Kamerverkiezingen van maart 2017; bij deze verkiezingen was Meijer betrokken bij het samenstellen van de kandidatenlijst, waarbij Grashoff op de vijfde plaats belandde. Toen bekend werd dat de affaire al eerder begonnen was, trok Grashoff zich terug als Tweede Kamerlid. Ook Meijer legde haar functie per direct neer.

## Gedeputeerde Noord-Brabant
Op 14 juni 2019 werd Grashoff gedeputeerde in Noord-Brabant, met in zijn portefeuille onder andere natuur, water en milieu. Bij zijn aantreden was er enige weerstand tegen zijn voornemen om, in het belang van zijn kinderen, vooralsnog in Delft te blijven wonen. Hij bleef gedeputeerde tot en met 15 mei 2020, de dag dat een nieuwe coalitie met FvD en zonder GroenLinks werd geïnstalleerd. Na zijn deputaatschap in Noord-Brabant was hij actief als zelfstandig adviseur op het terrein van energie, klimaat en leefomgeving en als associé verbonden aan Berenschot.

## Wethouder Tilburg
Sinds 23 april 2021 is Grashoff wethouder van Tilburg als opvolger van Mario Jacobs die sinds april 2021 dijkgraaf van het waterschap Aa en Maas is. In zijn portefeuille had hij Slimme, veilige en duurzame mobiliteit, Parkeren, Groen, natuur en landschap, Dierenwelzijn, Openbare ruimte en klimaatadaptatie, Grondzaken, Monumenten en omgevingscommissie, Asielbeleid en Omgevingswet. Als projecten had hij Binnenstad, Koningsplein en stadsregionale parken Stadsbos013, Koningshoeven/Moerenburg en Park Pauwels. Hij was de wijkwethouder van Noord, Binnenstad en Armhoef.
Op 2 juni 2022 werd hij opnieuw benoemd tot wethouder van Tilburg met als portefeuille Duurzaamheid en Energietransitie, Klimaatadaptatie, Ontwikkeling openbare ruimte, Groen en water in en om de stad, Natuur- en landschapsontwikkeling, Slimme, veilige en duurzame mobiliteit, Parkeren, Omgevingsvisie (samen met wethouder Bas van der Pol), Implementatie Omgevingswet en Grondzaken. Hij is wijkwethouder van Noord en Binnenstad, inclusief de projecten Stadsforum en Koningswei, en van de Stadsregionale parken Stadsbos013, Koningshoeven/Moerenburg en Park Pauwels. Hij is de 5e locoburgemeester.

## Persoonlijk leven
Grashoff is sinds circa 1996 met zijn huidige partner; hij heeft twee zoons.
- Parlement.com: viehdask7nxs